# Tommaso Sala
Pour les articles homonymes, voir Sala.
Tommaso Sala, né le 6 septembre 1995 à Milan, est un skieur alpin italien. Sa discipline de prédilection est le slalom.

## Biographie
Tommaso Sala dispute ses premières courses FIS en 2010 puis fait ses débuts en Coupe d'Europe en 2013, remportant son premier podium en mars 2016. Enfin, il apparait dans la Coupe du monde pour la première fois dans un slalom à Val d'Isère en décembre 2015 et marque ses premiers points un an plus tard au même endroit avec une treizième place. Entre-temps, il est quatrième des Championnats du monde junior 2016 en slalom. Il continue de se qualifier pour des deuxièmes manches de slalom en Coupe du monde en janvier 2017, obtenant trois top vingt supplémentaires.

## Palmarès

### Coupe du monde
- Meilleur classement : 32e en slalom en 2017[1].
- Meilleur classement général : 91e en 2017[1].
- Meilleur résultat : 13e lors du slalom de Val d'Isère le 11 décembre 2016[2].

#### Différents classements en Coupe du monde
| Année/Classement | Année/Classement | Général | Général | Descente | Descente | Slalom | Slalom | Slalom géant | Slalom géant | Super G | Super G | Combiné | Combiné |
| ---------------- | ---------------- | ------- | ------- | -------- | -------- | ------ | ------ | ------------ | ------------ | ------- | ------- | ------- | ------- |
| Année/Classement | Année/Classement | Class.  | Points  | Class.   | Points   | Class. | Points | Class.       | Points       | Class.  | Points  | Class.  | Points  |
| 2017             | 2017             | 91e     | 58      | -        | -        | 32e    | 58     | -            | -            | -       | -       | -       | -       |
| 2018             | 2018             | 145e    | 9       | -        | -        | 51e    | 9      | -            | -            | -       | -       | -       | -       |
| 2020             | 2020             | 118e    | 27      | -        | -        | 45e    | 27     | -            | -            | -       | -       | -       | -       |

### Coupe d'Europe
- Meilleur classement : 4e en slalom en 2018[3].
- Meilleur classement général : 10e en 2020[3]
- 8 podiums dont 2 victoires[4].

### Championnats d'Italie
- Champion du slalom en 2016.